# Coacalco de Berriozábal
Coacalco de Berriozábal é um município do estado do México, no México.